# Чарівне Різдво у Мікі: Замкнені снігом в Мишачому домі
«Чарівне Різдво у Мікі: Замкнені снігом в Мишачому домі» (англ. Mickey's Magical Christmas: Snowed in at the House of Mouse) — анімаційний різдвяний комедійний фентезійний фільм-кросовер 2001 року, випущений прямо на відео. Включає два короткометражних фільми «Disney», «Новорічна ялинка Плуто» 1952 року та «Різдвяна історія Мікі» 1983 року, а також три епізоди 1999 року «Все про Мікі Мауса» (хоча один з них був лише вкороченою сценкою).

## Мультфільми
- Дональд на льоду (1999)[1]
- Новорічна ялинка Плуто (1952)[1]
- Лускунчик (1999)
- Різдвяна історія Мікі (1983)[1]

## Виробництво
Вироблений «Walt Disney Television Animation», а анімаційне виробництво здійснювалося «Toon City Animation» у Манілі, Філіппіни, це був перший із двох фільмів, випущених безпосередньо на відео, спіноф діснеївського анімаційного телесеріалу «Мишачий дім», другий — «Мишачий дім: Дім лиходіїв». Події фільму відбуваються у другому сезоні «Мишичого дому».

## Сприйняття
Зак Ґасс із Screen Rant назвав «Чарівне Різдво у Мікі: Замкнені снігом в Мишачому домі» одним з «десяти кращих різдвяних мультфільмів Disney», написавши: «Намагаючись зробити все веселим і яскравим, Міккі показує на екрані дещо цікаві різдвяні пісні.  закінчити дуже зворушливою (хоч і сентиментальною) різдвяною піснею перед каміном, яку співають усі персонажі.  Це не ідеально, але це чудовий спосіб розпочати».

## Продовження
«Мишачий дім: Дім лиходіїв», самостійне продовження фільму, було випущене на VHS та DVD компанією «Walt Disney Home Entertainment» 3 вересня 2002 року.